# 卡勒尼奇修道院

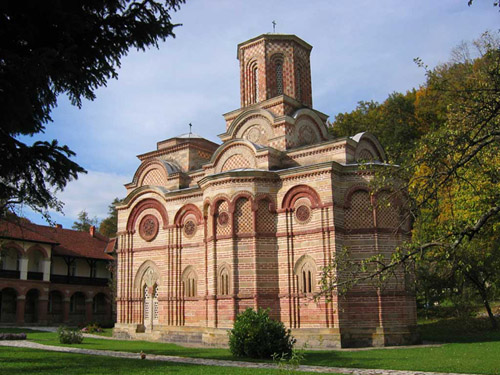
卡勒尼奇修道院

卡勒尼奇修道院是塞爾維亞正教會的一座修道院，靠近塞爾維亞中部的萊科瓦奇。這座修道院修建於15世紀。1979年，這座建築被列入塞爾維亞特別重要的文化紀念建築，並得到塞爾維亞政府的保護。

## 外部連結
- Serbian unity congress
- Pictures（页面存档备份，存于）

43°46′20″N 20°59′27″E / 43.7722°N 20.9907°E